# Artes visuales en Israel

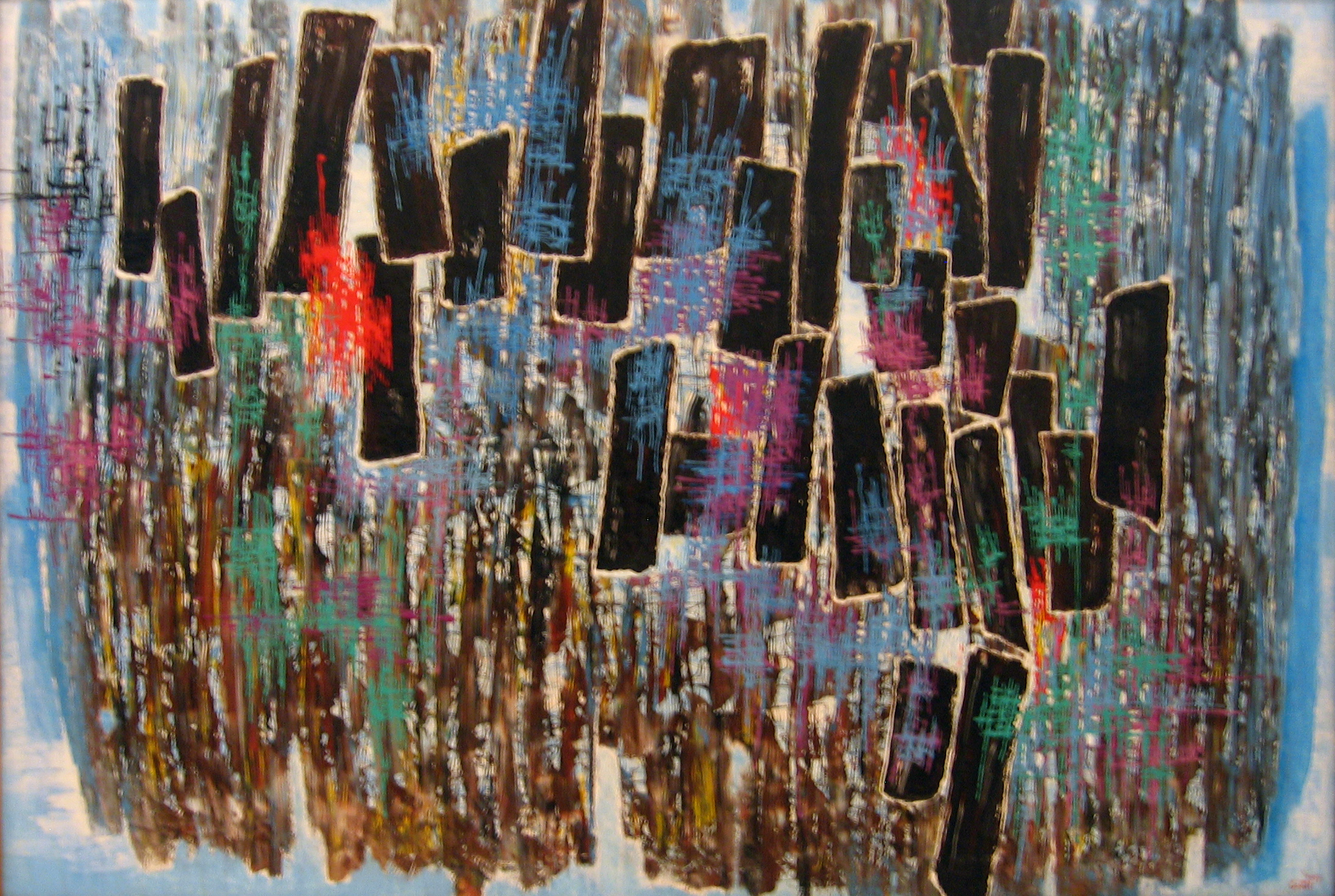
Hallelujah, Moshe Castel.

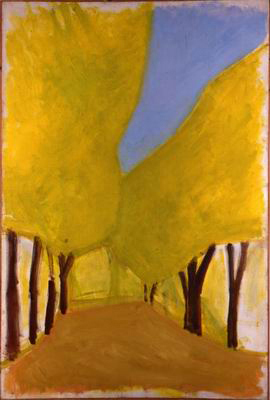
Boulevard con algarrobos, Ori Reisman.

Las artes visuales en Israel comprenden a las artes plásticas creadas en el territorio que hoy ocupa Israel, desde fines del siglo XIX hasta el presente, o el arte creado por artistas israelíes. El arte visual en Israel abarca un espectro muy amplio de técnicas, estilos y temas que reflejan un diálogo con el arte judío a lo largo de la historia e intentos de formular una identidad nacional.

## Historia

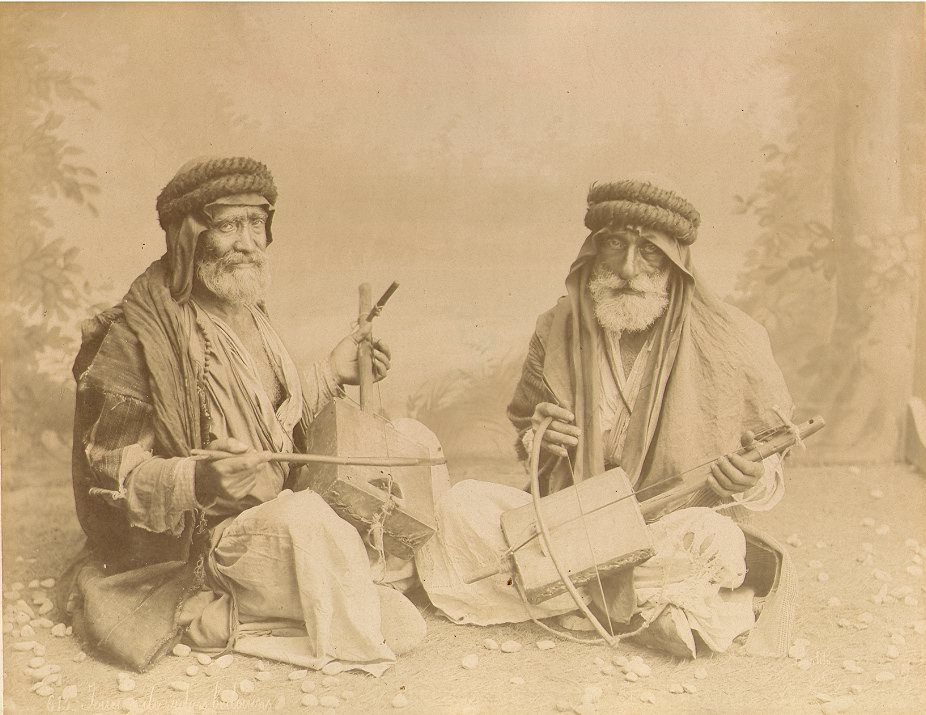
Félix Bonfils
Beduinos tocando el violín, años 1880.

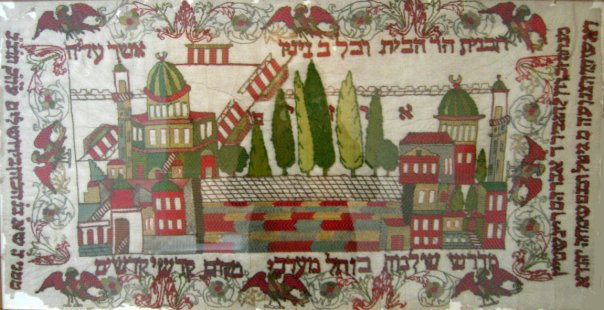
Mapa y edificaciones del Monte del Templo, fines del
bordado
colección privada.

Gran parte del arte que se desarrolló inicialmente en el territorio que en la actualidad ocupa Israel fue arte decorativo religioso (principalmente judío o cristiano), producido por peregrinos religiosos, aunque también para exportar y uso local. Estos objetos abarcaban tabletas decoradas, embossed soaps, sellos de goma, etc., gran cantidad de los cuales estaban devorados con motivos y diseños de las artes gráficas. En los asentamientos judíos los artistas trabajaban en joyería con oro, plata y elaborando bordados, produciendo su obras en pequeños talleres de artesanos. Algunos de estos trabajos estaban destinados a servir de amuletos. Uno de estos artistas muy conocido era Moshe Ben Yitzhak Mizrachi de Jerusalén fabricaba Shiviti (o Shivisi, en la pronunciación ashkenazica, placas de meditación utilizadas en algunas comunidades judías para contemplación sobre el nombre de Dios) de vidrio y amuletos sobre pergaminos, con motivos tales como el Sacrificio de Isaac, el Libro de Ester, y vistas del Monte del Templo y del Muro Occidental. También se producían objetos artísticos de uso cotidiano en la escuela "Torah ve-Melakhah" ("Torah y Trabajo") fundada en 1882 por la Alliance Israélite Universelle. Esta escuela tenía departamentos para la producción de objetos artísticos en estilos Neo-Clásico y Barroco, producidos mediante una combinación de trabajo manual y máquinas modernas.
Una gran cantidad del trabajo artístico era producido por artistas europeos, principalmente pintores cristianos, que iban a documentar los sitios y paisajes de la "Tierra Santa". Los motivos de estos trabajos eran de naturaleza orientalista y religiosos y se enfocaban en la documentación – primero mediante la pintura y posteriormente mediante la fotografía – de los sitios santos y el modo de vida en Oriente, y en la presentación de gentes exóticas. Las fotografías de la Tierra Santa, que también servían de base para las pinturas, se enfocaban en documentar estructuras y personas a plena luz del día, a causa de las limitaciones de la fotografía de esos años. Por lo tanto se nota un tratamiento etnográfico en las fotografías, que presentan una imagen estática y estereotipada de las figuras que muestran. En las fotografías del fotógrafo francés Felix Bonfils, tales como por ejemplo aquellas prominentes de la Tierra Santa en las últimas décadas del siglo XIX, se puede observar un fondo artificial de desierto, frente al cual posan las figuras. A finales del siglo XIX y comienzos del siglo XX, comienzan a aparecer fotógrafos locales, entre los que se destaca Khalil Raad, quien se concentraba en brindar una descripción etnográfica de la realidad de Tierra Santa, en gran medida colonialista. Además había otros fotógrafos, muchos de ellos armenios, quienes trabajaban como fotógrafos profesionales en la región.
En la década de 1920, numerosos pintores judíos que escapaban de los pogroms en Europa se asentaron en Tel Aviv.

## Arte en la "Tierra de Israel", 1906-1930

### Bezalel

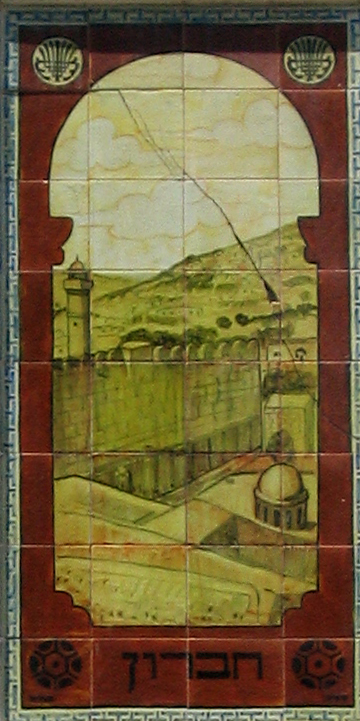
"Hebron", tejas glaseadas caseras fabricadas en un taller de cerámica en Bezalel.

Hasta comienzos del siglo XX no existía una tradición de arte en el territorio ocupado por Israel si bien artistas europeos venían como visitantes y pintaban la "Tierra Santa". Los artistas y artesanos de objetos judíos y otras artes aplicadas constituían la mayoría de los artistas que trabajaban en lo que luego sería Israel. Si bien la “Bezalel School of Arts and Crafts,” conocida como "Bezalel", no fue la primera escuela de arte en los asentamientos judíos, su importancia fue muy grande en ayudar a definir los límites de la tradición del arte moderno en el territorio de Israel, y se acostumbra a considerar su creación el comienzo del arte israelí. La escuela fue fundada en 1906 por Boris Schatz con apoyo de los jefes de instituciones judías y sionistass. En Bezalel se hizo énfasis en objetos de arte aplicado con una dimensión metafísica.
En la escuela de arte quedó en evidencia la influencia del Art Nouveau europeo, además de otros movimientos sociales tales como el movimiento "Artes y Artesanías" británico. En el logotipo de la revista trimestral "Yalkut Bezalel", diseñado por Ze'ev Raban, en el marco ornamentado se observan querubines con un pintor y un escultor a cada lado y un fabricante de lámparas y un tejedor de alfombras en las cercanías. Bajo la ilustración el texto dice "El trabajo es el fruto; el arte es el brote; el arte sin un alma es como una plegaria sin convicción".
Junto con la escuela de arte, en sus recintos, abrieron talleres para estudiar las diversas técnicas requeridas para las diversos tipos de arte; estos producían joyería, tejidos, pinturas, artículos rituales, etc., para ser vendidos en diferentes sitios cerca de Bezalel, la visión de Schatz era que tuviera lugar un proceso de polinización cruzada entre las diversas partes que formaban la institución. "Existe un aspecto práctico en el estudio del arte", Schatz escribió, "La escuela siempre precisa de nuevos dibujos para las alfombras y artefactos de plata. Por lo tanto precisamos artistas que han absorbido el espíritu existente en la escuela en su arte, habiendo estudiado con un maestro experto que expresa dicho espíritu".
En el arte creado en Bezalel durante este período dominaron los motivos judíos y religiosos, por ejemplo, descripciones de los sitios santos, escenas de la Diáspora, etc. Los trabajos son decorativos y recargados de grabados en el estilo del "Este". Las descripciones establecían una conexión con el período Bíblico, el Regreso de Zion [desde el exilio en Babilonia] y el Reino hasmoneano de Israel [140-37 a. C.], y las aspiraciones sionistas de desarrollo del asentamiento judío, impulsadas por enfoques ideológicos y sentimientos sionistas. Para ello los artistas tomaron prestados motivos históricos que ellos consideraban motivos "judíos" y diseños que consideraban representativos del "Este". La tipografía ocupaba un sitio preferencial en sus diseños. A veces el texto era el elemento principal de sus composiciones.
La obra del mismo Schatz consistía en gran medida en esculturas pequeñas de temas judíos, como también relieves y placas memorial en honor de diversos líderes sionistas. Su escultor más famoso es Mattathias (1894), que fue influido por la escultura del Renacimiento y especialmente por la escultura de Donatello. Samuel Hirszenberg (1865–1908) realizó un aporte completamente diferente, al incorporarse como profesor a Bezalel. Hirszenberg incorporó la pintura académica europea a Bezalel, y pintó temas judíos dentro de este esquema. El artista Ze'ev Raban creó numerosas obras gráficas en el estilo Art Nouveau, también denominado "Jugendstil" ["Estilo de la juventud"] en alemán. Los temas de estas obras eran paisajes orientales de la Tierra Santa y figuras de la Biblia dibujadas en estilo neoclásico. Entre los artistas destacados que enseñaban en Bezalel estaban Ephraim Moses Lilien, Meir Gur-Arieh, Arnold (Aaron) Lachovsky, Erich (Arie) Goldberg, Adolph (Avraham) Berman, Shmuel Levi (Ophel), y otros.
A causa de dificultades financieras y de luchas internas políticas la escuela cerró en 1929. El museo, que alojaba numerosas obras de arte, permaneció en el edificio Bezalel. Finalmente esta colección sirvió de base para el ala de arte del Museo de Israel en Jerusalén.

### Movimiento modernista

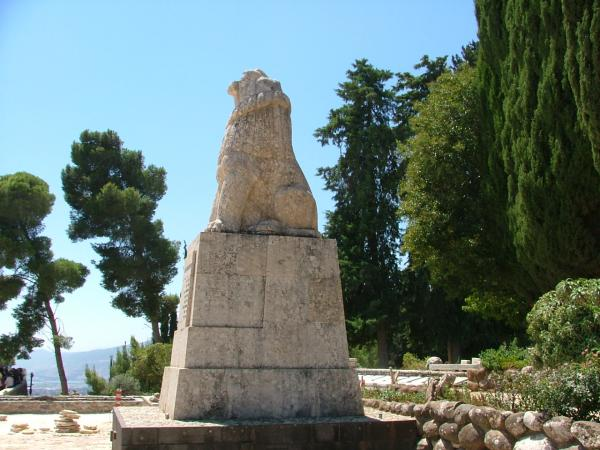
Avraham Melnikov
El león rugiente, 1928-1934
Tel Hai.

A comienzos del siglo XX algunos de los estudiantes de Bezalel comenzaron a rebelarse contra la rígida tradición artística a la que adhería la institución y se orientaron hacia formas de arte más "subjectivas". A menudo se denomina a este período el “Período de la Torre de David”. Uno de los más destacados de estos artistas fue el escultor Avraham Melnikov. Melnikov propuso un enfoque formal diferente, enraizado en el arte del Antiguo Oriente. Este enfoque fue propuesto como reemplazo de las formas de europeas de arte que dominaban Bezalel durante el reinado de Schatz y Lilien.
El monumento "El león rugiente" que Melnikov construyó en Tel Hai, diseñado según el estilo "asirio-mesopotámico", reflejaba el ideal estético de Melnikov. Melnikoc expresó que "Durante muchas generaciones los judíos han estado segregados de la tradición figurativa en el arte; existen muchas formas de expresar el gusto artístico, pero el gusto que estaba de moda en el arte europeo basado en las culturas griega y romana, y mientras Atenas fue la inspiración del arte en Europa, excluyó a lo judío de manera instintiva de el mismo".
Otros artistas jóvenes ofrecieron enfoques artísticos alternativos, volcándose hacia el arte moderno, el cual Schatz y Melnikov desaprobaban. Esto se puso en evidencia en las exposiciones que organizaron. En 1920, por ejemplo, se formó la "Asociación de Artistas Hebreos"; la misma organizó una exhibición anual, y durante los años 1923 a 1928 organizó la "Exposición de artistas de la Tierra de Israel" en la Torre de David en la Ciudad Vieja de Jerusalén, organizada por Joseph Zaritsky, Shmuel (Ophel) Levy, Melnikov, y otros. En estas exposiciones de arte se expusieron obras en el estilo de "Arte de Bezalel" al lado de obras influidas por los estilos europeos post-impresionista y expresionista. Otras exposiciones de Arte Moderno se realizaron en el espacio anexo al teatro Ohel en Tel Aviv entre 1926 y 1929.
Otra organización de artistas de Israel se denominó "Egged" (La Amalgama), la misma incluyó a artistas de la talla de Arieh (Leo) Lubin, Pinchas Litvinovsky, Sionah Tagger, Chana Orloff, Yossef Zaritsky, Haim Gliksberg, Reuven Rubin, Arieh Allweil, y Nachum Gutman. Algunos de sus miembros, tales como Orloff y Tagger, mostraron influencias del Cubismo francés en sus obras. El grupo realizó una exposición en 1929 en un departamento en la calle Allenby en Tel Aviv, enfrente del Mograbi Theater. Otra exposición de arte moderno se realizó en 1930 en el Museo de Tel Aviv y se llamó "Los comienzos del modernismo en la pintura de Israel, 1920-1930".
Los pintores modernos en gran medida crearon una versión "Hebrea" de la pintura Post-Impresionista utilizando una paleta de colores claros, unapreferencia hacia pinceladas expresivas, y una tendencia hacia la pintura naïve plana. Además de temas tradicionales tales como retratos, numerosos artistas mostraron la Tierra de Israel en paisajes que agregaron una perspectiva romántica a sus temas. El estilo de estas obras a veces es denominado de la "Escuela de la Tierra de Israel".
Entre los artistas identificados con este estilo, se destaca el artista Nachum Gutman. Gutman pintó numerosas vistas de la ciudad de Tel Aviv, pero también de los ciudadanos árabes de la Tierra de Israel, a quienes conoció en Jaffa. Su famosa pintura "Descansando al mediodía" (1926) muestra Fellahin (campesinos árabes) descansando en el campo luego de sus labores. El estilo de Gutman en esta época presenta una tendencia hacia la simplificación de las formas, en la tradición de la pintura expresiva, y hacia el uso decolores fuertes. Algunos críticos consideran que este estilo de pintura naïve expresa un enfoque romántico de Gutman hacia los paisajes de la Tierra de Israel y sus habitantes árabes.
Este tratamiento es también típico de otros artistas de este período. Sionah Tagger, por ejemplo, creó una descripción del "Cruce del ferrocarril en la Calle Herzl" (1920) en un estilo expresionista que enfatiza la modernidad de la nueva ciudad hebrea. Israel Paldi (Feldman) presenta escenas del entorno desierto con una paleta de colores y sombras brillantes. Otro artista, Abel Pann, expresó este enfoque romántico al concentrase en temas de la Biblia presentados en ilustraciones en un estilo fantástico.
A menudo Reuven Rubin pintó temas sobre la existencia judía en la Tierra de Israel. Por ejemplo en "Sophie, Bukharin Jewess" (1924) y "Bailarines de Miron" (1926) resalta su tendencia a un tratamiento plano y a un estilo decorativo, mostrando la influencia del arte moderno y hasta del Arte Nouveau. En "Primeros Frutos" (1923) Rubin presenta figuras típicas de 1920, intercaladas con un elemento poderoso y fantástico. De manera similar a otras de sus obras de este período, en "Primeros Frutos" presenta una cosmovisión que combina Sionismo y Orientalismo en una canasta; mostrando judíos y árabes, parejas pioneras e inmigrantes de Yemen y pastores beduinos en sus vestimentas nativas sosteniendo frutos: una pomegranate, naranjas, un watermelon, y unas bananas. En las inmediaciones dibuja animales locales: cabras y un camello.
A pesar de su distancia del centro de actividad artística en la Tierra de Israel, las obras de Hermann Struck, quien emigró a Israel en 1922, cuando ya era un artista maduro con una reputación de alcance mundial, también poseen ciertas características iconográficas propias del arte visual en la joven Tierra de Israel. Las palmeras y paisajes desiertos son temas centrales de su obra. Junto con pinturas de la ciudad de Jerusalén y sus pobladores, the special Land of Israel light, que tanto preocupaba a los artistas jóvenes, es presentada en sus pinturas en un marcado contraste que enfatiza las imágenes oscuras sobre un fondo claro.

### Arte cerámico armenio

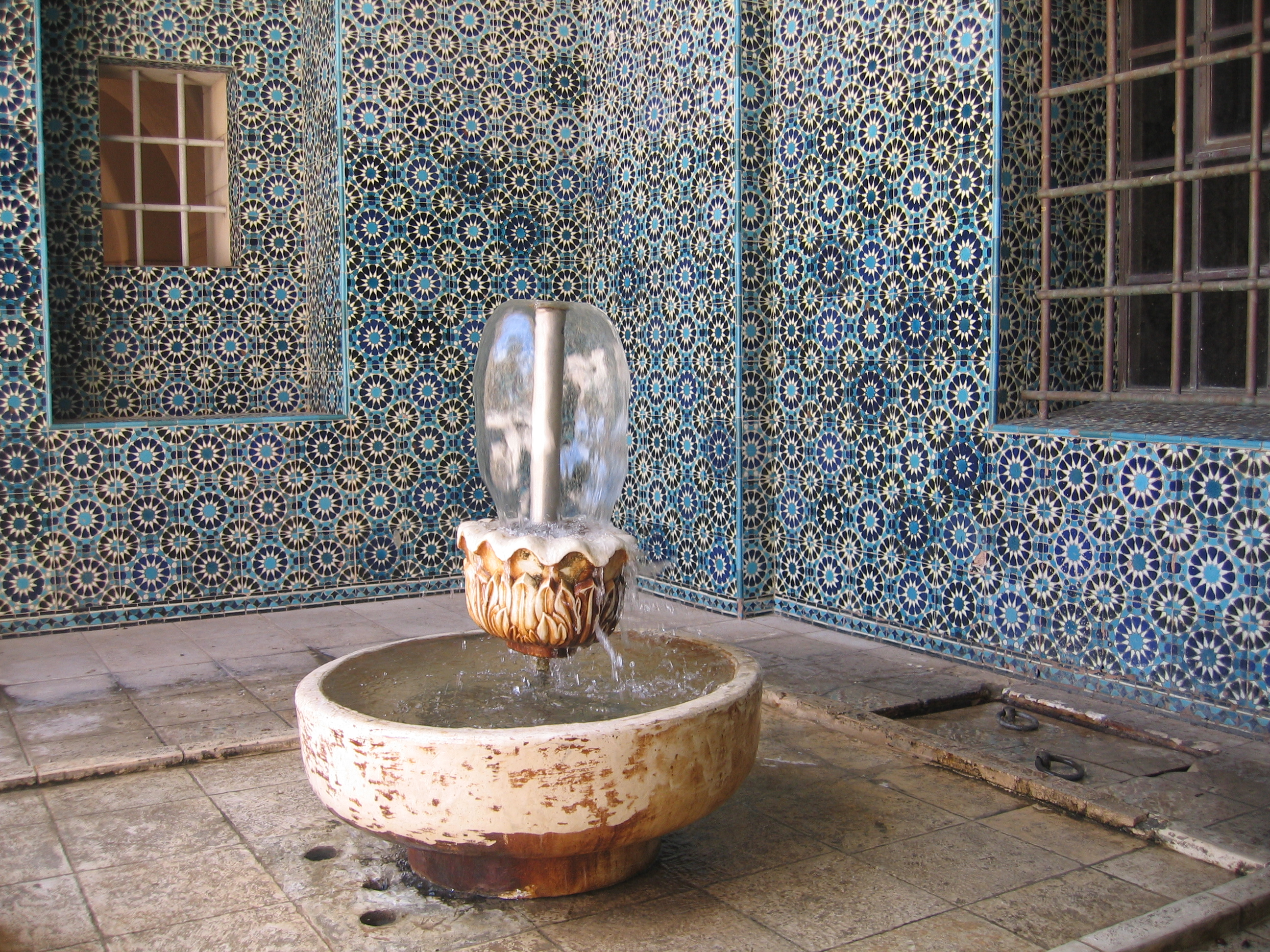
Museo Rockefeller.

En 1919 el gobierno del Mandato Británico cursó una invitación a un grupo de artistas armenios, sobrevivientes del genocidio armenio, para renovar las tejas del Dome of the Rock. Este experimento refleja el interés británico en el arte tradicional en el espíritu del movimiento de Arts and Crafts. El arte cerámico armenio se desarrolló en el siglo XV en las ciudades turcas de Iznik y Kutahya, pero el encuentro con el arte de la antigua Tierra de Israel y los motivos cristianos dieron lugar a una síntesis artística única en su tipo.
El principal artista durante los primeros años fue David Ohannessian (1884-1953), quien se especializó en cerámicas decorativas para estructuras y monumentos, muchos de estos trabajos realizados por pedido del gobierno británico. Entre las principales obras realizadas por Ohannessian en Jerusalén se cuentan: mosaicos para el American Colony Hotel (1923), la base de la fuente para el Hospital Oftalmológico San Juan, la entrada abovedada del Museo Rockefeller, etc. Entre los motivos que se observan en sus decoraciones se encuentran cipreses, tulipanes, y parras, todos ellos típicos del arte otomano tradicional. Al trasplantar su arte a Jerusalén y continuar desarrollándolo, agregó imágenes inspiradas en las tradiciones locales y los manuscritos armenios iluminados, a menudo utilizando el Mosaico del Ave en objetos y paneles de mosaicos.
Los artistas Megherdich Karakashian y Neshan Balian, en 1922 salieron del taller de Ohannessian y fundaron su propio taller en común, y desarrollaron un estilo independiente en el cual aparecen imágenes figurativas extrañas al arte tradicional turco. Por ejemplo ambos utilizan imágenes tomadas de mosaicos antiguos encontrados en la Tierra de Israel, tales como el Mosaico del Ave de una capilla armenia del siglo VI o el mosaico de Khirbat al Mafjar. A menudo estas imágenes eran imbuidas de una interpretación teológica cristiana. Su taller permaneció activo hasta 1964, cuando Stepan Karakashian y Marie Balian, los descendientes de los artes fundadores, establecieron cada uno un taller independiente en los que utilizaban diseños creados en el pasado y algunos nuevos de su autoría.

## Entre el Este y el Oeste: Décadas de 1930 y 1940

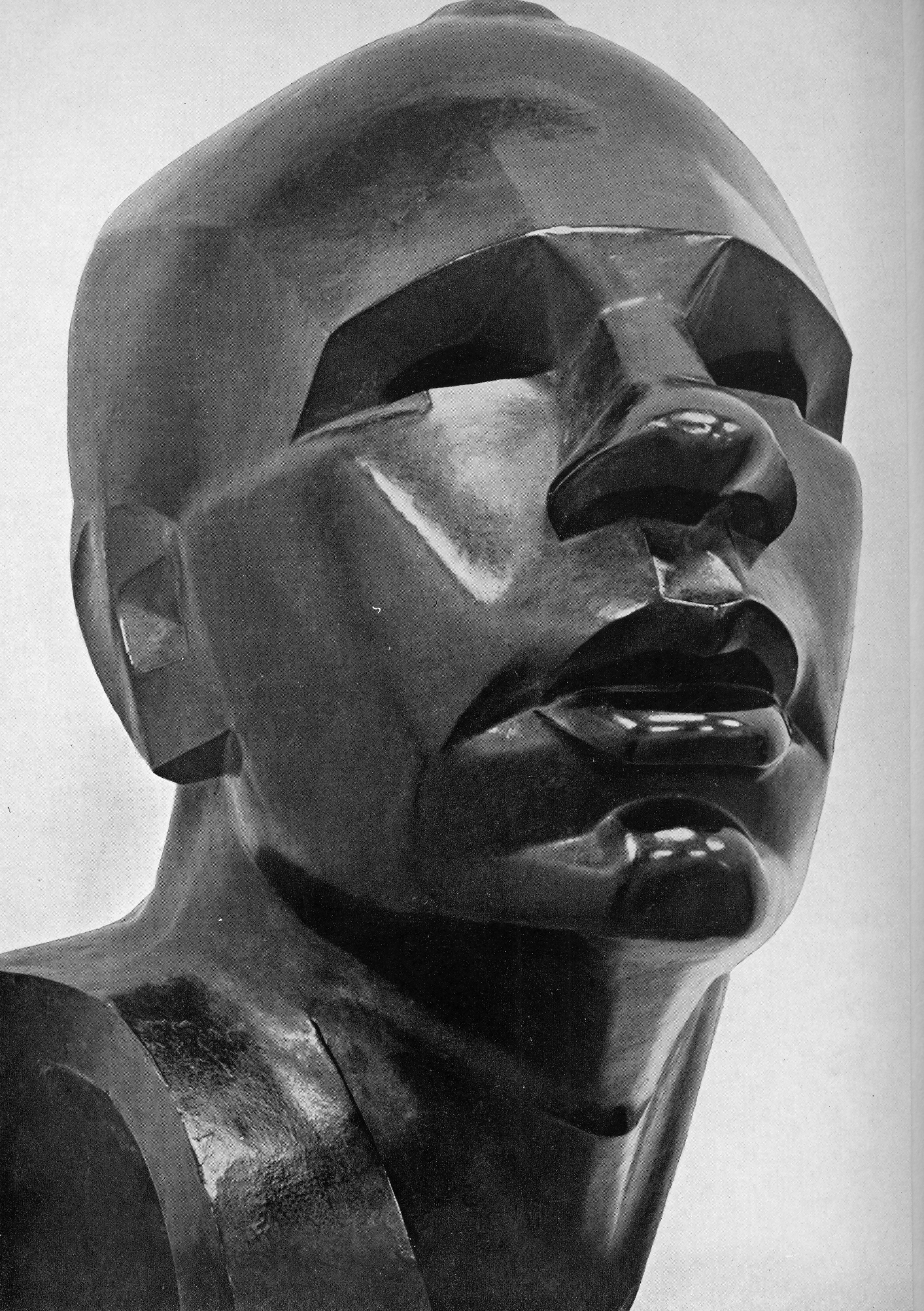
Zeev Ben Zvi, Aharon Meskin.

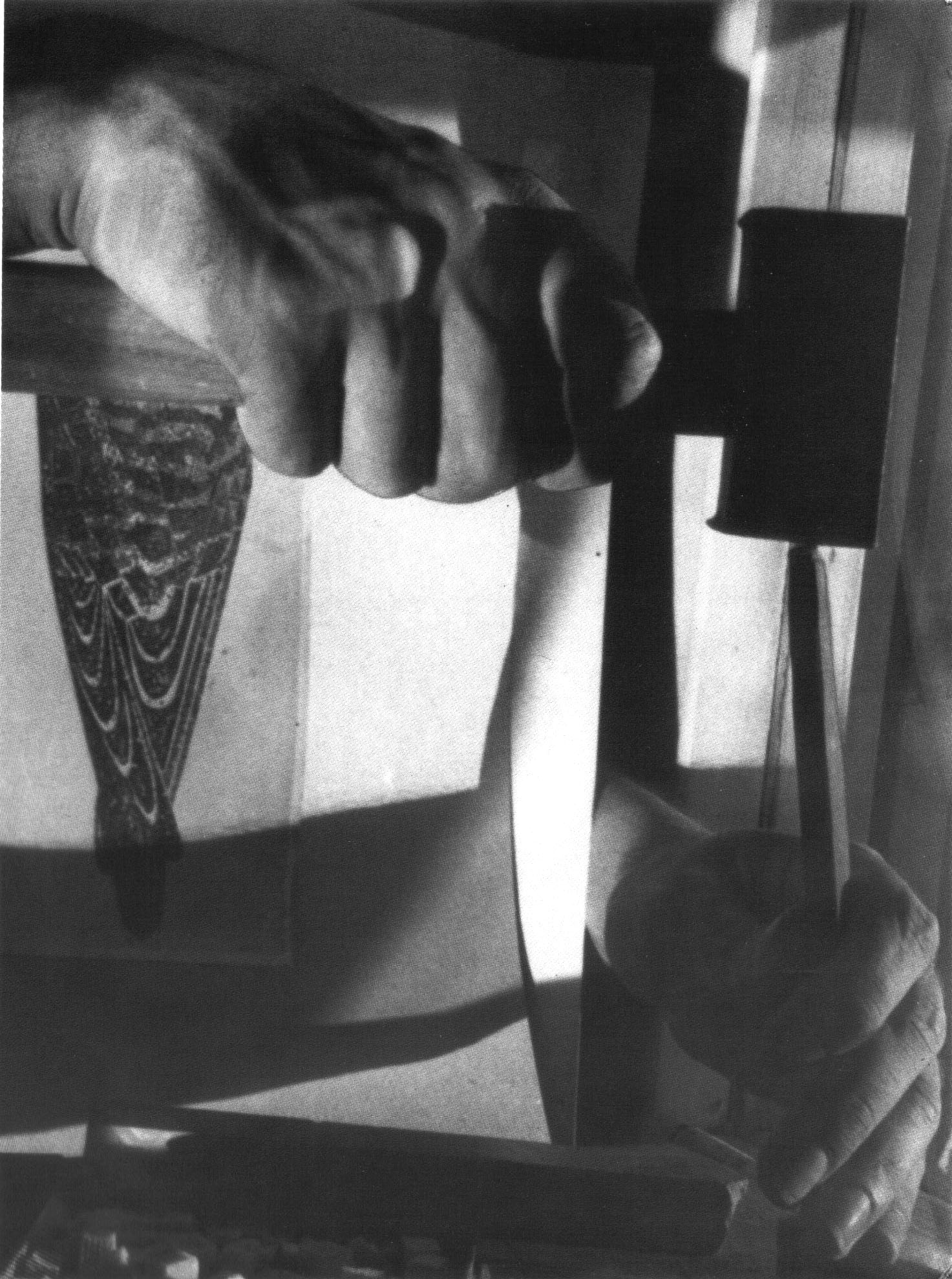
Helmar Lerski, Manos humanas, 1933-1940.

El regreso de artistas judíos desde Europa en la década de 1930 al Mandato de Palestina dio lugar a diversas influencias desde el arte moderno en la Tierra de Israel. Además es de notar que estas influencias no motivaban a los artistas hacia la Avant garde y el arte abstracto en la pintura y escultura. Dos de las mayores influencias provinieron del arte alemán y del francés. Gideon Efrat sostiene que estas influencias crearon dos tendencias distintas en las artes plásticas. Mientras que la influencia "parisina" se manifestó en "una suavidad dinámica que derrite las estructuras pesadas", el arte alemán y la "Nueva Objectividad" (Neue Sachlichkeit) trajo aparejada una monumentalidad estática y esculpida.
La influencia típica de la avant garde europea es evidente en los estilos arquitectónicos internacionales en la Tierra de Israel, traídos por arquitectos que se habían graduado en la "Bauhaus". La influencia considerable del realismo francés también se observa en las obras de un grupo de artistas que fueron influidos por la tendencia hacia el realismo de los escultores franceses a comienzos del siglo XX, tales como Auguste Rodin, Aristide Maillol, y otros. Este mensaje simbólico en contenido y forma se observa también en las obras de artistas del grupo de la Tierra de Israel, tales como Moses Sternschuss, Rafael Chamizer, Moshe Ziffer, Joseph Constant (Constantinovsky), y Dov Feigin, la mayoría de quienes estudiaron en algún momento en Francia.
Un escultor que fue influido por el Cubismo fue Zeev Ben Zvi quien en 1928, luego de terminar sus estudios en Bezalel, viaja a Francia. A su regreso durante un breve lapso se desempeña como maestro de escultura en Bezalel, y en la "Nueva Bezalel". En 1932 Ben Zvi realiza su primera exposición en el museo nacional de antigüedades, "Bezalel", y al año siguiente realiza otra en el Tel Aviv Museum. En vez de utilizar al Cubismo como un medio para subvertir el objeto artístico, las esculturas de Ben Zvi utilizan el Cubismo como un medio para intensificar el sentimiento de monumentalidad de la imagen. También en las obras de artistas tales como Chana Orloff y Shalom Sebba, el lenguaje cubista que utilizan no los lleva a abandonar el realismo y las fronteras de la representación tradicional. En su obra, "The Fleece" (1947), por ejemplo, Sebba utiliza el lenguaje cubista para intensificar la monumentalidad de sus imágenes, a la vez que utiliza puntos de observación inspirados en la fotografía.